# 震災恐慌

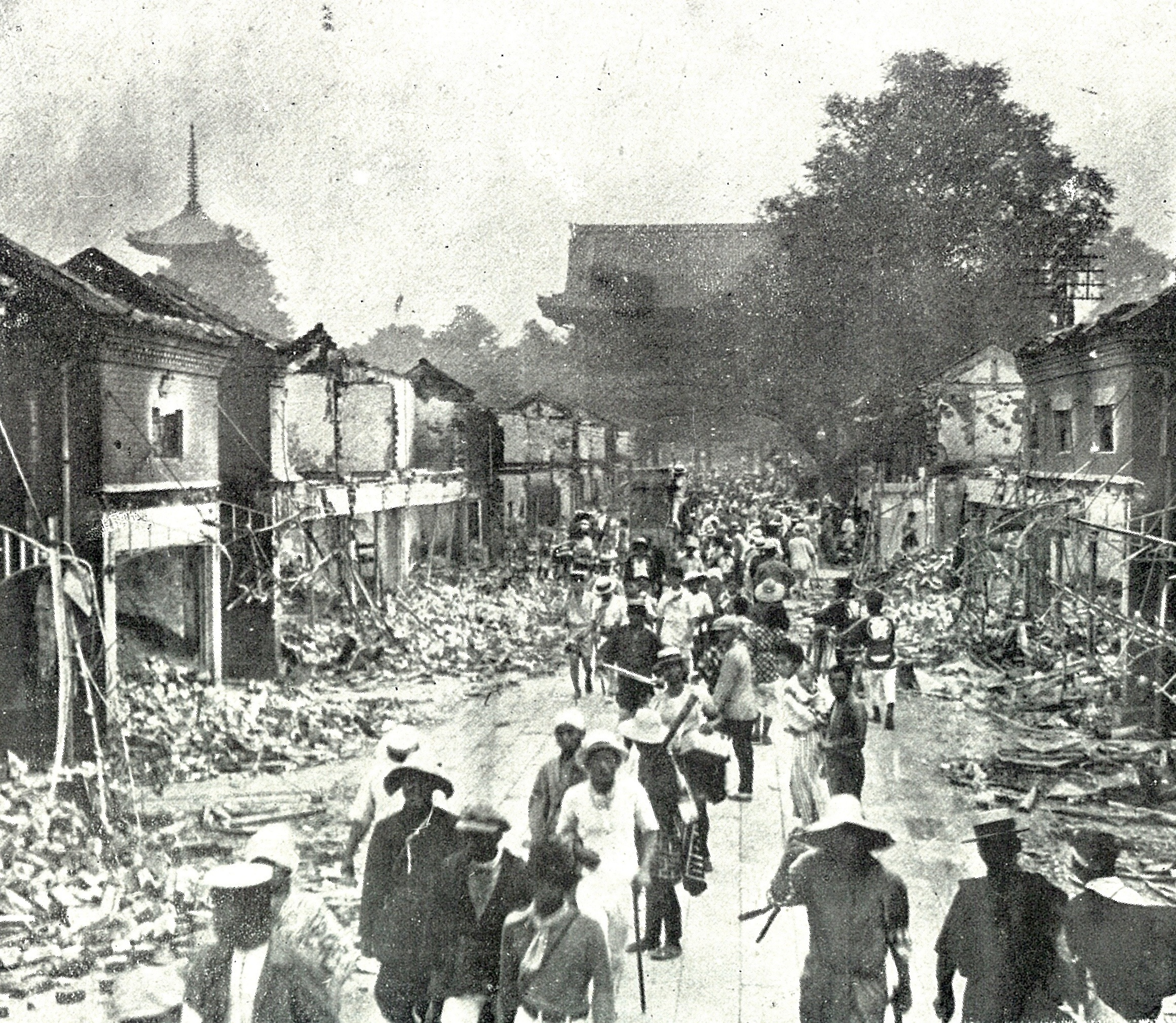
関東大震災

震災恐慌（しんさいきょうこう）とは、1923年に起きた関東大震災による恐慌のことである。

## 概要
震災恐慌は、第一次世界大戦後の「戦後恐慌」の次に起きた恐慌として知られる。戦後恐慌からの回復も不十分な中、1923年に関東大震災が発生したため、 日本経済はさらなる打撃を受けた。不景気はなかなか回復せず、さらにこの恐慌で銀行が打撃を受けたことが「金融恐慌」などの発生の遠因へと続くかたちとなった。